# Elbella
Elbella är ett släkte av fjärilar. Elbella ingår i familjen tjockhuvuden.

## Bildgalleri

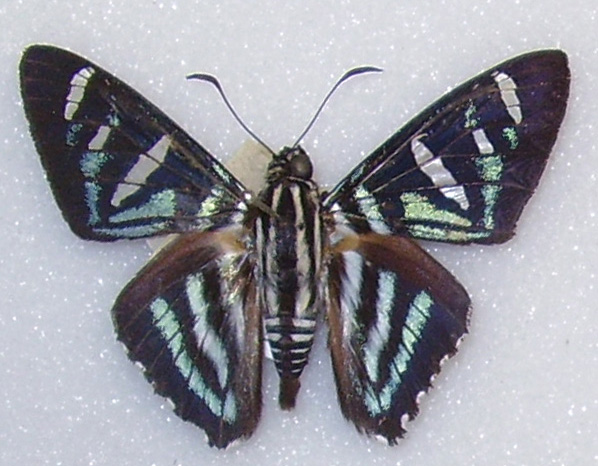

## Dottertaxa tillElbella, i alfabetisk ordning[1]
- Elbella acala
- Elbella adonis
- Elbella ahira
- Elbella alburna
- Elbella azeta
- Elbella blanda
- Elbella carriae
- Elbella chia
- Elbella dulcinea
- Elbella etna
- Elbella extrema
- Elbella fluminis
- Elbella hebrus
- Elbella ilona
- Elbella intersecta
- Elbella iphinous
- Elbella jamina
- Elbella lamprus
- Elbella losca
- Elbella lustra
- Elbella macleannani
- Elbella margimmiscus
- Elbella mariae
- Elbella melanina
- Elbella menecrates
- Elbella merops
- Elbella mimetas
- Elbella miodesmiata
- Elbella moda
- Elbella mossi
- Elbella nigrita
- Elbella othello
- Elbella patrobas
- Elbella patroclus
- Elbella peter
- Elbella polyzona
- Elbella scylla
- Elbella semidentata
- Elbella strova
- Elbella subnubilus
- Elbella theseus
- Elbella tiribazus
- Elbella umbrata
- Elbella xanthomargo
- Elbella zesta
- Elbella zimra